# Eugène Joseph Daviers
Eugène Joseph Daviers est un médecin français né le 13 septembre 1815 à Jallais et mort le 21 février 1871 à Angers.

## Biographie
Fils de Joseph Julien Daviers, chirurgien, et d'Eugénie Renou, il suit sa scolarité à Beaupréau-en-Mauges, avant de devenir interne à l'Hôtel-Dieu d'Angers et d'être reçu docteur en médecine à Paris le 16 août 1839. Remarqué par Charles-Pierre Denonvilliers, celui-ci se l'attache en tant que préparateur.
Installé à Angers, il est nommé chef de travaux anatomiques de l'école de médecine le 29 novembre 1839. L'année suivante, il obtient l'autorisation de former une division du cours d'anatomie, prenant en charge les cours d'anatomie externe, de chimie et de clinique chirurgicale. 
Il est nommé chirurgien en chef de l'Hôtel-Dieu d'Angers en 1855, puis, en septembre 1865, devient directeur de l'École de médecine d'Angers. Il préside l'Association médicale de Maine-et-Loire, membre du conseil d'hygiène et membre correspondant de la Société de médecine légale à Angers.
En 1865, après avoir été candidat de l'opposition aux élections municipales de 1852, il entre au conseil municipal d'Angers, élu sur la liste bonapartiste. Il obtient sa réélection en 1870.
Le 14 août 1868, il est décoré de la Légion d'honneur par Napoléon III.
Gendre de Marie Lazare Moreau, maire de Bouchemaine, il est le beau-père d'Émile Latté.

## Hommages
- Boulevard Daviers, Angers
- Rue Daviers, Beaupréau-en-Mauges

## Sources
- Célestin Port, Dictionnaire historique, géographique et biographique de Maine-et-Loire. Volume 2, 1876
- Maurice Cailleau, Jallais : son histoire, éditions Hérault, 1994
- Henri Legludic, Éloge du Dr Daviers, directeur de l'Ecole de médecine et de pharmacie d'Angers, chirurgien en chef de l'Hôtel-Dieu, Germain et G. Grassin, 1897